# Centrale de pompage-turbinage de Kyiv
La station de pompage-turbinage de Kiev est une centrale hydroélectrique et un barrage au fil de l'eau lié au réservoir de Kiev, en Ukraine. L'usine de production est la première de la CEI, elle utilise la force de l'eau du Dniepr et peut remplir son réservoir en cas de surcapacité pour la stocker.